# T1 Cunningham
De T1 Cunningham was een Amerikaans tankontwerp. De prototypes werden ontwikkeld tussen 1922 en 1928. Deze tank is echter nooit in productie genomen.